# نضير (اسم)
نضير هو اسم علم مذكر من أصل عربي، ومعناه هو من ناضر الشجر الأخضر، الوجه الصبيح، اللون البهيج، العيش الهنيء، النعمة، الذهب والفضة.

## شخصيات تحمل الاسم
- نضير لكود (ممثل سوري، 1950 – )

## وصلات خارجية
- موسوعة السلطان قابوس لأسماء العرب